# Pierre de Gondi
Pierre de Gondi (Lyon, 1532 - Paris, 17 de fevereiro de 1616) foi um cardeal do século XVII.

## Biografia
Nasceu em Lyon em 1532. Filho de Antoine de Gondi e Catherine de Pierrevive du Perron. De uma ilustre família originária de Florença, aliada dos Médici. Tio do cardeal Henri de Gondi (1618), seu sucessor na sé de Paris. Tio-avô do cardeal Jean-François Paul de Gondi (1652).
Universidade La Sorbonne, Paris; Universidade de Toulouse, Toulouse (doutorado in utroque iure, direito canônico e civil).
Entrou no estado eclesiástico. Clérigo de Lyon. Entrou na corte real em Paris. Recebeu várias prebendas e benefícios eclesiásticos do rei Carlos IX. Tesoureiro da Sainte-Chapelle, Paris.
Recebeu o diaconato (não foram encontradas mais informações). Chanceler e primeiro esmola da Rainha Isabel da Áustria, esposa de Carlos IX. Abade commendatario do mosteiro beneditino de St.-Pierre de Besna, Langres. Abade commendatario do mosteiro cisterciense de la Cussaigne, Lyon.
Eleito bispo-duque de Langres, a 15 de maio de 1566. Consagrado, a 19 de maio de 1566, na igreja de Ss. Cosmo e Damiano, do cardeal Prospero Publicola Santacroce, coadjuvado por Girolamo Garimberti, bispo de Gallese, e por Vincenzo Lauri, bispo de Mondovì. Par da França. Transferido para a Sé de Paris em 14 de dezembro de 1569. Embaixador da França junto à Santa Sé no pontificado do Papa Pio V (1572-1585). Presidente do Conselho Real. Vice-rei da Provença por dois anos. Presidiu os Etats Généraux, Paris, 1577. Comendador da Ordem de Saint Esprit, 31 de dezembro de 1578.
Criado cardeal sacerdote no consistório de 18 de dezembro de 1587; recebeu o gorro vermelho e o título de S. Silvestro no Capite, a 23 de maio de 1588. Embaixador da França novamente perante a Santa Sé. Presidiu os Etats Généraux, Blois, 1588. Não participou do primeiro conclave de 1590, que elegeu o Papa Urbano VII. Não participou do segundo conclave de 1590, que elegeu o Papa Gregório XIV. Não participou do conclave de 1591, que elegeu o Papa Inocêncio IX. Não participou do conclave de 1592, que elegeu o Papa Clemente VIII. Planejava viajar a Roma para a absolvição do rei Henrique IV, mas o Papa Clemente VIII o proibiu de entrar nos Estados papais por ter apoiado o partido do rei proscrito; escreveu uma carta ao papa justificando sua conduta e ele foi autorizado a ir a Roma. Provisor da Universidade La Sorbonne, 1594. Em uma cerimônia muito solene, 14 de setembro de 1594, recebeu o rei Henrique IV na catedral de Paris após sua reconciliação com a igreja. Participou da Assembleia do Clero de 1595 em Paris. Presidiu os Etats Généraux, Rouen, 1596. Renunciou ao governo da diocese em favor de seu sobrinho Henri de Gondi, que o sucedeu em 16 de junho de 1597 (1). Não participou do primeiro conclave de 1605, que elegeu o Papa Leão XI. Não participou do segundo conclave de 1605 , que elegeu o Papa Paulo V. Batizou o futuro rei Luís XIII em Fountainebleau, 1606 (2).
Morreu em Paris em 17 de fevereiro de 1616. Enterrado na capela de Notre Dame des Sept Douleurs (capela Gondi) na catedral de Paris.